# Opération Arsenal
L'opération Arsenal, nom de code: "Meksyk II" (polonais : Akcja pod Arsenałem) fut la première action majeure des Szare Szeregi (Rangs Gris), membres de la Résistance polonaise sous l'occupation allemande durant la Seconde Guerre mondiale en Pologne. 

## Déroulement

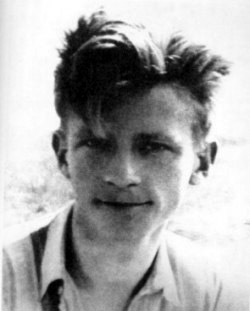
La libération de Jan Bytnar était l'objectif principal de l'opération.

Elle a eu lieu le 26 mars 1943 à Varsovie. Son nom vient de l'arsenal royal de Varsovie, devant lequel l'affrontement s'est déroulé. L'objectif était de libérer le chef de troupe Jan Bytnar "Rudy", qui avait été arrêté avec son père par la Gestapo. L'opération fut menée par 28 scouts conduits par Stanisław Broniewski "Orsza", officier de l'AK. L'initiateur et le chef du groupe d'intervention était Tadeusz Zawadzki "Zośka".
L'opération fut une réussite et permit la libération de Jan Bytnar et de 24 autres prisonniers, parmi lesquels un autre chef de troupe des groupes d'assaut (Grupy Szturmowe), Henryk Ostrowski "Henryk", ainsi que 6 femmes. Les assaillants attaquèrent la camionnette de la prison qui transportait les détenus de Pawiak jusqu'au Quartier général de la Gestapo, dans l'Avenue Szucha. Bytnar, quant à lui, mourut quatre jours plus tard, des suites des blessures causées par la torture Nazis. Ses deux "interrogateurs" furent assassinés par les Szare Szeregi dans les deux mois qui suivirent.

## Membres de l'équipe
|              | Chef de l'opération: Chef du "groupe d'assaut": Chef du "groupe de couverture": | "Orsza" Stanisław Broniewski "Zośka" Tadeusz Zawadzki "Giewont" Władysław Cieplak |                                                                                            |
| Attack Group |                                                                                 |                                                                                   |                                                                                            |
|              | "Bouteilles"                                                                    | "Anoda" Jan Rodowicz                                                              | "Bolec" Tadeusz Hojko "Heniek" Henryk Kupis "Stasiek" Stanisław Pomykalski                 |
|              | "STEN I"                                                                        | "Maciek" Sławomir Maciej Bittner                                                  | "Kołczan" Eugeniusz Koecher "Sem" Wiesław Krajewski                                        |
|              | "STEN II"                                                                       | "Słoń" Jerzy Gawin                                                                | "Buzdygan" Tadeusz Krzyżewicz (mort des suites de ses blessures) "Cielak" Tadeusz Szajnoch |
|              | "Grenades"                                                                      | "Alek" Maciej Aleksy Dawidowski (mort des suites de ses blessures)                | "Hubert" Hubert Lenk "Mirski" Jerzy Zapadko                                                |
| Cover Group  |                                                                                 |                                                                                   |                                                                                            |
|              | "Signalisation"                                                                 | "Kuba" Konrad Okolski                                                             | "Kadłubek" Witold Bartnicki "Jur" Andrzej Wolski                                           |
|              | "Vieille Ville"                                                                 | "Katoda" Józef Saski                                                              | "Kopeć" Stanisław Jastrzębski "Rawicz" Żelisław Olech                                      |
|              | "Ghetto"                                                                        | "Tytus" Tytus Trzciński                                                           | "Felek" Feliks Pendelski "Ziutek" Józef Pleszczyński "Pająk" Jerzy Tabor                   |
|              | "Cars"                                                                          | "Jeremi" Jerzy Zborowski "Jurek TK" Jerzy Pepłowski                               |                                                                                            |

## Hommages
Cette opération militaire est évoquée dans le film polonais de 1978 Akcja pod Arsenałem.